# 11598 Кубік
11598 Кубік (11598 Kubík) — астероїд головного поясу, відкритий 22 липня 1995 року.
Тіссеранів параметр щодо Юпітера — 3,540.